# 日本共産党第4回大会
日本共産党第4回大会（にほんきょうさんとうだいよんかいたいかい）は1945年（昭和20年）12月1日から12月3日の3日間、東京都渋谷区の党本部で開催された日本共産党の党大会である。第4回大会期は1946年2月（第5回大会）まで。1926年の第3回大会以来、じつに19年ぶりの党大会であり、戦後初めて党の綱領的方針や規約、新中央委員会の全党的な決定をおこなった。

## 概要
1945年10月、GHQの民主化指令にもとづき日本共産党は合法化され、政治犯の共産党員はいっせいに出獄し、党は活動を再開した。11月8日には東京・渋谷の新党本部で党大会の準備のために、「全国協議会」がひらかれた。
党大会は「日本共産党行動綱領」と規約を採択した。行動綱領は前文で、日本の敗戦と連合国軍（米軍）の進駐を「野蛮きわまる軍事的警察的帝国主義権力の崩壊の日は始まった。専制主義と軍国主義からの世界解放の軍隊としての連合国軍の日本進駐によって、日本における民主主義的変革の端緒が開かれるにいたった」と評価。その上で「天皇制支配を終滅せしめ、労働者、農民その他いっさいの勤労大衆を自由の新野に解放するため」に、「天皇制の打倒、人民共和政府の樹立」を第1項にはじまる計25項目の実践的要求を提示した。
神山茂夫、金天海、黒木重徳、志賀義雄、徳田球一、袴田里見、宮本顕治の7名の中央委員におよび岩本巌、春日正一、蔵原惟人、紺野与次郎、志田重男、宋性徹、松崎久馬次の7名の中央委員候補からなる中央委員会を選出した。まもなく開かれた拡大中央委員会は、政治局員に徳田、春日、金、志賀、宮本の5名を、書記局員に徳田、黒木、紺野、竹中恒三郎、山辺健太郎の5名をえらんだ。書記長には唯一、政治局員と書記局員を兼ねることになった徳田球一が就任。以後、徳田は1953年に北京で客死するまで、共産党の中心的指導者であり続けた。